# Football Club Lausanne-Sport 2023-2024
Questa voce raccoglie le informazioni riguardanti il Football Club Lausanne-Sport nelle competizioni ufficiali della stagione 2023-2024.

## Rosa
Rosa e numerazione aggiornate al 30 novembre 2023
| N. |                           | Ruolo | Calciatore          |
| -- | ------------------------- | ----- | ------------------- |
| 1  | Svizzera (bandiera)       | P     | Thomas Castella     |
| 2  | Svizzera (bandiera)       | D     | Simone Grippo       |
| 4  | Svizzera (bandiera)       | D     | Anel Husic          |
| 5  | Germania (bandiera)       | D     | Berkay Dabanlı      |
| 6  | Belgio (bandiera)         | D     | Noë Dussenne        |
| 7  | Croazia (bandiera)        | C     | Stjepan Kukuruzović |
| 8  | Svezia (bandiera)         | C     | Jamie Roche         |
| 9  | Senegal (bandiera)        | A     | Kaly Sène           |
| 10 | Svizzera (bandiera)       | C     | Olivier Custodio    |
| 11 | Mali (bandiera)           | C     | Fousseni Diabaté    |
| 16 | Svizzera (bandiera)       | C     | Mayka Okuka         |
| 17 | Costa d'Avorio (bandiera) | A     | Seydou Traoré       |
| 18 | Rep. del Congo (bandiera) | D     | Morgan Poaty        |
| 19 | Romania (bandiera)        | C     | Rareș Ilie          |

| N. |                        | Ruolo | Calciatore         |
| -- | ---------------------- | ----- | ------------------ |
| 20 | Svizzera (bandiera)    | D     | Chris Kablan       |
| 21 | Svizzera (bandiera)    | P     | Raphael Spiegel    |
| 22 | Nigeria (bandiera)     | C     | Samuel Kalu        |
| 24 | Francia (bandiera)     | C     | Antoine Bernède    |
| 25 | Croazia (bandiera)     | P     | Karlo Letica       |
| 28 | Giappone (bandiera)    | C     | Toichi Suzuki      |
| 34 | Svizzera (bandiera)    | D     | Raoul Giger        |
| 37 | Francia (bandiera)     | D     | Mickaël Nanizayamo |
| 77 | Svizzera (bandiera)    | C     | Dominik Schwizer   |
| 80 | Portogallo (bandiera)  | C     | Alvyn Sanches      |
| 96 | Martinica (bandiera)   | A     | Brighton Labeau    |
| 99 | Inghilterra (bandiera) | C     | Trae Coyle         |
|    | Francia (bandiera)     | C     | Maxen Kapo         |

## Organigramma societario
Area tecnica
- Allenatore: Ludovic Magnin
- Allenatore in seconda: Manu Hervás
- Preparatore dei portieri: Florent Delay

### Sessione estiva
| Acquisti | Acquisti         | Acquisti       | Acquisti      |
| R.       | Nome             | da             | Modalità      |
| -------- | ---------------- | -------------- | ------------- |
| C        | Antoine Bernede  | Salisburgo     |               |
| C        | Jamie Roche      | Sirius         |               |
| C        | Fousseni Diabaté | Partizan       |               |
| P        | Karlo Letica     | Hermannstadt   |               |
| D        | Noë Dussenne     | Standard Liegi |               |
| A        | Kaly Sène        | Basilea        |               |
| C        | Samuel Kalu      | Watford        |               |
| C        | Rareș Ilie       | Nizza          |               |
| D        | Morgan Poaty     | Seraing        |               |
| A        | Seydou Traoré    | RC Abidjan     |               |
| D        | Karim Sow        | Stade Nyonnais | Fine prestito |
| C        | Nassim Zoukit    | Bellinzona     | Fine prestito |
| P        | Melvin Mastil    | Bienne         | Fine prestito |

| Cessioni | Cessioni          | Cessioni       | Cessioni      |
| R.       | Nome              | a              | Modalità      |
| -------- | ----------------- | -------------- | ------------- |
| A        | Zeki Amdouni      | Basilea        |               |
| D        | Archie Brown      | Gent           |               |
| C        | Aliou Baldé       | Nizza          |               |
| C        | Goduine Koyalipou | KSK Beveren    |               |
| A        | Aldin Turkeš      | Winterthur     |               |
| D        | Karim Sow         | Stade Nyonnais | Prestito      |
| C        | Stéphane Cueni    | Wil            |               |
| C        | Nassim Zoukit     | Étoile Carouge |               |
| C        | Nassim Zoukit     | Bellinzona     | Prestito      |
| P        | Melvin Mastil     | Bienne         | Prestito      |
| C        | Rareș Ilie        | Nizza          | Fine Prestito |
| C        | Samuel Kalu       | Watford        | Fine Prestito |

## Risultati

### Super League

#### Prima fase, girone di andata
| Arbitro: | Piccolo |

|                                 |           |           |
| Monteiro 51’ Itten 90+7’ (rig.) | Marcatori | 53’ Baldé |

| Arbitro: | Dudic |

|          |           |             |
| Ilie 43’ | Marcatori | 76’ Morandi |

| Arbitro: | Dudic |

|             |           |                          |
| Sanches 29’ | Marcatori | 45+3’ Tasar 90+3’ Maurin |

| Arbitro: | Fähndrich |

|              |           |                     |
| Hunziker 61’ | Marcatori | 6’ Sène 90+3’ Baldé |

| Arbitro: | Schnyder |

|                     |           |                                                        |
| Dussenne 78’, 90+1’ | Marcatori | 10’ Turkeš 53’ Gantenbein 57’ Ballet 86’, 90+3’ Ltaief |

| Arbitro: | Piccolo |

|                               |           |            |
| Schubert 74’ Husic 84’ (aut.) | Marcatori | 90’ Labeau |

| Losanna 23 settembre 2023, ore 18:00 CEST 7ª giornata | Losanna | 0 – 0 | Zurigo | Stade de la Tuilière (5.400 spett.)\| Arbitro: \| Dudic \| |
| Arbitro:                                              | Dudic   |       |        |                                                            |

| Arbitro: | Gianforte |

|                         |           |             |
| Celar 34’ Cimignani 73’ | Marcatori | 48’ Sanches |

| Arbitro: | Staubli |

|                           |           |             |
| Stevanovic 54’ Kutesa 56’ | Marcatori | 39’ Sanches |

| Arbitro: | Wolfensberger |

|                                                |           |             |
| Kablan 68’ Dussenne 73’ (rig.) Sène 77’ (rig.) | Marcatori | 31’ Jashari |

| Arbitro: | Schärer |

|                                |           |                   |
| Ajdini 77’ Dussenne 88’ (aut.) | Marcatori | 29’ Kalu 81’ Sène |

#### Prima fase, girone di ritorno
| Arbitro: | San |

|                                         |           |  |
| Sène 19’ (rig.), 66’ (rig.) Sanches 69’ | Marcatori |  |

| Arbitro: | Staubli |

|                                    |           |               |
| Kalu 71’ Labeau 80’ Schwizer 90+4’ | Marcatori | 75’ Sabbatini |

| Arbitro: | Fähndrich |

|                       |           |                      |
| Tasar 1’ Carlos 45+2’ | Marcatori | 33’, 39’ (rig.) Sène |

| Arbitro: | Piccolo |

|            |           |  |
| Labeau 66’ | Marcatori |  |

| Arbitro: | Gianforte |

|                                                       |           |  |
| de Carvalho 46’, 50’ Ndenge 57’ Mabil 65’ Matam 90+3’ | Marcatori |  |

| Arbitro: | Tschudi |

|          |           |          |
| Kalu 72’ | Marcatori | 3’ Bolla |

| Arbitro: | Piccolo |

|               |           |  |
| Di Giusto 74’ | Marcatori |  |

| Arbitro: | Cibelli |

|  |           |           |
|  | Marcatori | 14’ Akolo |

| Arbitro: | von Mandach |

|                      |           |                 |
| Dorn 62’ Ottiger 89’ | Marcatori | 20’ (rig.) Sène |

| Zurigo 31 gennaio 2024, ore 20:30 CET 21ª giornata | Zurigo | – | Losanna | Stadio Letzigrund |

| Losanna 3 febbraio 2024, ore 18:00 CET 22ª giornata | Losanna | – | Young Boys | Stade de la Tuilière |

### Coppa Svizzera
| Arbitro: | Kanagasingam |

|  |           |                               |
|  | Marcatori | 40’ Ilie 48’ Labeau 90’ Coyle |

| Arbitro: | Gianforte |

|  |           |                                                 |
|  | Marcatori | 24’ Sanches 57’ Bernede 62’ Labeau 77’ Schwizer |

| Arbitro: | Schnyder |

|  |           |                                                                   |
|  | Marcatori | 23’ Vladi 33’ (rig.) Steffen 56’ Bislimi 90+3’ (aut.) Kukuruzovic |